# Fujiwhara-Effekt

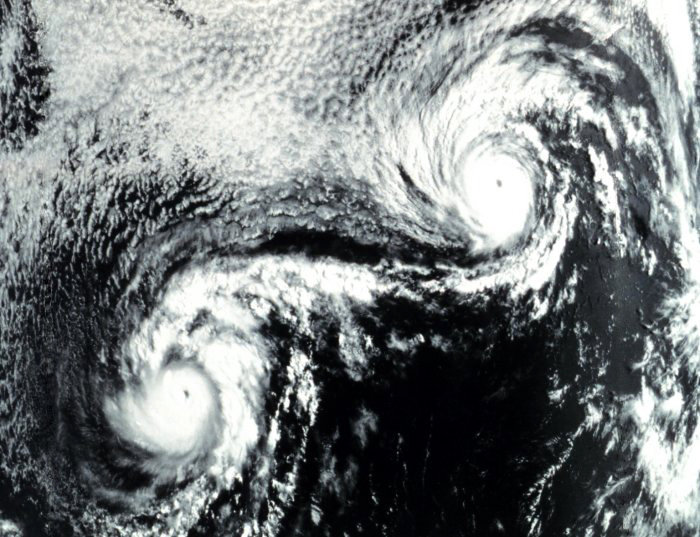
Zwillings-Hurrikane Ione (links) und Kirsten (rechts) drehten sich aufgrund des Fujiwhara-Effekts während der Pazifischen Hurrikansaison 1974 umeinander

Der Fujiwhara-Effekt (englisch auch als Fujiwhara interaction beschrieben), alternative Schreibung Fujiwara-Effekt, ist eine Art der gegenseitigen Beeinflussung durch zwei Wirbelstürme. Dabei scheinen beide Systeme einander zu umkreisen.
Wenn die beiden Zyklone sich einander annähern, beginnen die beiden Zentren der Stürme, sich um einen Punkt zwischen den beiden Systemen zu drehen. Die beiden Wirbel ziehen einander an und bewegen sich auf einer Spiralbahn um diesen Drehpunkt. Letztlich kann es zu einer Verschmelzung kommen. Wenn die beiden Sturmsysteme von unterschiedlicher Größe sind, dominiert der größere Zyklon die gegenseitige Beeinflussung und der kleinere Sturm dreht sich um den größeren.
Der Effekt wird oft bezüglich der Bewegung von tropischen Wirbelstürmen gebraucht, obwohl die Verschmelzung am Ende ein eher ungewöhnlicher Vorgang ist. Von diesem Effekt spricht man im Allgemeinen, wenn die beiden Sturmsysteme näher als etwa 1450 km zueinander sind und mindestens die Stärke eines tropischen Sturmes erreichen.
Der Effekt wurde benannt nach dem japanischen Meteorologen Fujiwhara Sakuhei (japanisch 藤原 咲平 Fujiwara Sakuhei; 1884–1950), der ihn 1921 erstmals in einem Aufsatz über die Bewegung von Luftwirbeln über Wasser beschrieben hat.

## Beispiele

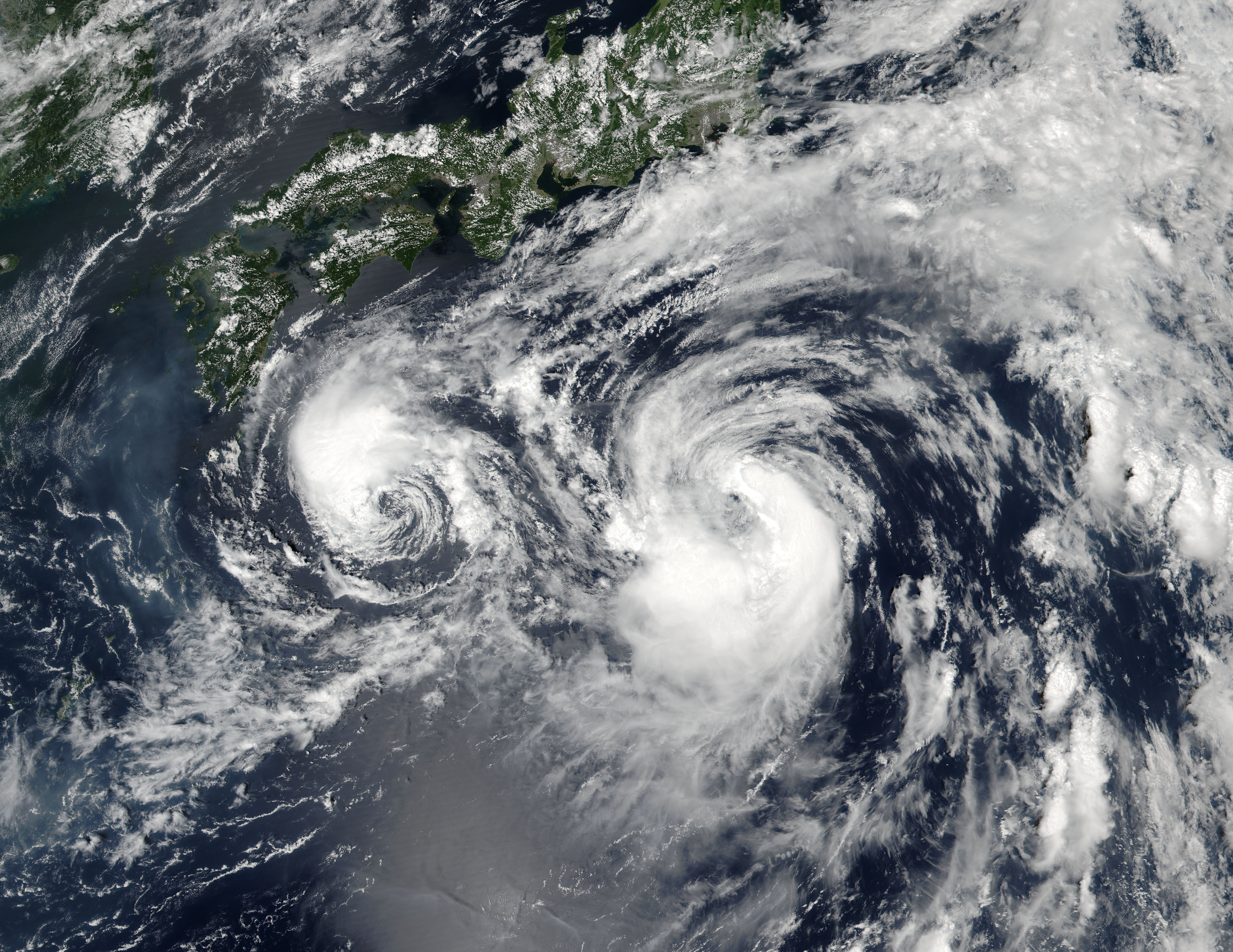
2016: Die Taifune Lionrock (links) und Mindulle (rechts).

Einige Beispiele finden sich in der lebhaften atlantischen Hurrikansaison 1995. Auf dem Höhepunkt der Saison zeigte sich der Fujiwhara-Effekt zunächst bei der Begegnung der Hurrikane Humberto und Iris. Iris geriet dann unter Einfluss eines dritten Sturmes, Karen, die Iris zunächst umkreiste und schließlich mit Iris verschmolz. Während der Taifunsaison 1994 vervollständigten die Taifune Pat und Ruth einen völligen Umlauf um ihr Zentroid, bevor sie zu einem einzigen Zyklon zusammenfielen. 1997 waren die Supertaifune Ivan und Joan ein Paar von Supertaifunen, deren Verlauf durch den Fujiwhara-Effekt bestimmt wurde. Ivan wurde auf einen westlichen Kurs und Joan auf einen nördlicheren Kurs gelenkt.
Im Jahr 2005 wurde im Nordatlantik der tropische Sturm Alpha durch Hurrikan Wilma absorbiert, ebenso wie Lidia durch Max absorbiert wurde. Während der Taifunsaison 2007 verursachte der Fujiwhara-Effekt im Südchinesischen Meer eine Umkehrung des Kurses des Taifun Hagibis auf den Taifun Mitag zu, der sich nordöstlich der Philippinen befand.
Auch der sich östlich der Philippinen befindliche Taifun Melor brachte während der Taifunsaison 2009 Taifun Parma, der die Philippinen bereits überquert hatte, zu einer Umkehr der Zugrichtung. Taifun Parma überquerte den Norden von Luzon ein zweites Mal, von Westen nach Osten. Taifun Melor zog derweil nach Norden ab, wodurch Taifun Parma sich der Beeinflussung durch Taifun Melor entzog. Parma nahm deswegen seine ursprüngliche Zugrichtung nach Westen wieder auf und überquerte Luzon in der Folge zum dritten Mal.